# Sandro Gamba
Alessandro „Sandro” Gamba (ur. 3 czerwca 1932 w Mediolanie) – włoski koszykarz, grający na pozycji niskiego skrzydłowego, reprezentant kraju, olimpijczyk, trener.
Jeden z najbardziej utytułowanych ludzi w historii włoskiej koszykówki. Jako zawodnik reprezentował barwy Olimpii Mediolan (10-krotny mistrz Włoch) oraz Pallacanestro Milano 1958. Z reprezentacją Włoch uczestniczył na letnich igrzyskach olimpijskich 1960, dwukrotnie na mistrzostwach Europy oraz na igrzyskach śródziemnomorskich (1955 – srebrny medal).
Jako trener był asystentem trenera Olimpii Mediolan, prowadził Pallacanestro Varese (dwukrotny mistrz Włoch, dwukrotny zdobywca Pucharu Europy), Auxilium Torino, dwukrotnie reprezentację Włoch (wicemistrzostwo olimpijskie, mistrzostwo, wicemistrzostwo i 3. miejsce na mistrzostwach Europy, srebrny medal na igrzyskach śródziemnomorskich) oraz Virtusa Bolonię.
Był także nagradzany indywidualnie: członek Basketball Hall of Fame (2006), Galerii Sławy włoskiej koszykówki (2007) oraz FIBA Hall of Fame (2023).

## Kariera
Sandro Gamba karierę sportową rozpoczął w 1950 roku w Olimpii Mediolan, w której do 1963 roku grał w 238 meczach ligowych zdobył 1092 punkty, a także zdobył 10-krotnie mistrzostwo (1951–1954, 1957–1960, 1962, 1963), wicemistrzostwo Włoch (1956) oraz dwukrotnie 3. miejsce w Serie A/Elette (1955, 1961).
Następnie reprezentował barwy Pallacanestro Milano 1958, z którym w sezonie 1963/1964 awansował do ligi Elette, a po sezonie 1964/1965 zakończył karierę sportową.

## Kariera reprezentacyjna
Sandro Gamba w reprezentacji Włoch w latach 1952–1960 rozegrał 64 mecze, w których zdobył 210 punktów (najwięcej punktów w jednym meczu: 13). Debiut zaliczył 15 września 1952 roku w Stambule w wygranym 56:28 meczu z reprezentacją Austrii w ramach turnieju towarzyskiego. Uczestniczył w turnieju olimpijskim 1960 w Rzymie, na którym kapitanem drużyny Azzurrich, która zakończyła turniej na 4. miejscu, po czym Gambo zakończył reprezentacyjną karierę. Ostatnim meczem w drużynie Azzurrich był ostatni mecz fazy finałowej tego turnieju, rozegrany 10 września 1960 roku na Palazzo dello Sport, w którym drużyna Azzurrich przegrała 70:78 z wicemistrzem turnieju, reprezentacją ZSRR.
Ponadto dwukrotnie na mistrzostwach Europy (1955, 1957) oraz na igrzyskach śródziemnomorskich 1955 w Barcelonie, na których drużyna Azzurrich zdobyła srebrny medal.

## Kariera trenerska

### Wczesna kariera
Sandro Gamba po zakończeniu kariery sportowej rozpoczął karierę trenerską. W latach 1965–1973 był asystentem trenera Cesare Rubiniiego w Olimpii Mediolan. Następnie w latach 1973–1977 prowadził Pallacanestro Varese, z którym dwukrotnie zdobył mistrzostwo (1974, 1977) oraz wicemistrzostwo Włoch (1975, 1976), dwukrotnie Puchar Europy (1975, 1976) oraz dotarł do finału tych rozgrywek w edycji 1976/1977, w którym 7 kwietnia 1977 roku w Hali Pionir w Belgradzie jego klub przegrał 78:77 z izraelskim Maccabi Tel Awiw.
W latach 1977–1980 trenował Auxilium Torino, a w latach 1985–1987 prowadził Virtusa Bolonię. Łącznie w rozgrywkach Serie A, jako trener prowadził kluby w 290 meczach, z których 200 meczów wygrał.

### Reprezentacja Włoch
Gamba w latach 1979–1985 oraz 1987–1992 był selekcjonerem reprezentacji Włoch, która pod wodzą Gamby odniosła największe sukcesy w swojej historii. Dwukrotnie prowadził ją na letnich igrzyskach olimpijskich (1980 – srebrny medal, 1984), 5-krotnie na mistrzostwach Europy (1981, 1983 – mistrzostwo, 1985 – 3. miejsce, 1989, 1991 – wicemistrzostwo), na mistrzostwach świata 1990 w Argentynie, na których drużyna Azzurrich zakończyła udział na 9. miejscu po wygranej 86:83 w decydującym meczu z reprezentacją Hiszpanii, rozegranym 19 sierpnia 1990 roku na Polideportivo Delmi w Salcie, na igrzyskach śródziemnomorskich 1983 w Casablance, na których drużyna Azzurrich zdobyła srebrny medal oraz na igrzyskach dobrej woli 1990 w Seattle, na których drużyna Azzurrich z 2 punktami zajęła 3. miejsce w Grupie i została sklasyfikowana na 7. miejscu w tabeli końcowej.

### Reszta Świata
Gamba w 1996 roku w Charlotte w stanie Karolina Północna prowadził drużynę Reszty Świata z juniorską reprezentacją Stanów Zjednoczonych w meczu pn. Nike Hoop Summit, w którym jego drużyna wygrała 104:96.

## Sukcesy

### Zawodnicze
Olimpia Mediolan
- Mistrzostwo Włoch: 1951, 1952, 1953, 1954, 1957, 1958, 1959, 1960, 1962, 1963
- Wicemistrzostwo Włoch: 1956
- 3. miejsce w Serie A/Elette: 1955, 1961

Pallacanestro Milano 1958
Awans do Elette: 1964
Reprezentacyjne
- Srebrny medal igrzysk śródziemnomorskich: 1955

### Trenerskie
Pallacanestro Varese
- Mistrzostwo Włoch: 1974, 1977
- Wicemistrzostwo Włoch: 1975, 1976
- Puchar Europy: 1975, 1976
- Finał Pucharu Europy: 1977

Reprezentacja Włoch
- Wicemistrzostwo olimpijskie: 1980
- Mistrzostwo Europy: 1983
- Wicemistrzostwo Europy: 1991
- 3. miejsce mistrzostw Europy: 1985
- Srebrny medal igrzysk śródziemnomorskich: 1983

### Indywidualne
- Członek Basketball Hall of Fame: 2006
- Członek Galerii Sławy włoskiej koszykówki: 2007
- Członek FIBA Hall of Fame: 2023

## Galeria Sławy włoskiej koszykówki
W 2006 roku została utworzona Galeria Sławy włoskiej koszykówki, której Sandro Gamba został prezesem.